# Jack Lee (Musiker)

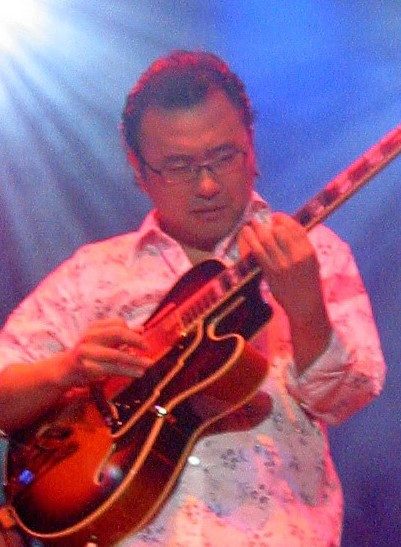
Jack Lee, 2005

Jack Lee (* 25. März 1952; † 26. Mai 2023 in Santa Monica, Kalifornien) war ein US-amerikanischer Songwriter und Musiker, der vor allem durch die Komposition des Titels Hanging on the Telephone, der von der New-Wave-Band Blondie gecovert wurde, sowie des Hits Come Back and Stay, gecovert von Paul Young, bekannt wurde.

## Leben
Zusammen mit Paul Collins (später bei Paul Collins’ Beat) und Peter Case (später bei The Plimsouls) formierte Lee in San Francisco das wegweisende, aber kurzlebige Power-Pop-Trio The Nerves. Lee spielte Gitarre und komponierte und sang die meisten Lieder der Band.
Die ursprünglich in San Francisco ansässige Band zog 1976 nach Los Angeles und veranstaltete gemäß ihrer D.I.Y.-Einstellung eine Reihe von selbstfinanzierten Konzerten, die für viele Mitglieder der aufstrebenden Punkszene von L.A. einen zentralen Treffpunkt darstellten. So kamen viele frühe Punk-Bands aus Los Angeles zu ihren ersten Shows (u. a. The Weirdos, The Screamers und The Dils). 1976 veröffentlichte die Gruppe eine erste EP mit vier Songs, zwei von ihnen Lee-Kompositionen. Nach einer Tour im Sommer 1977, bei der die Band fast fünfundzwanzigtausend Meilen in einem Ford zurücklegte und mit Musikern wie den Ramones, den Diodes und Mink DeVille spielten, löste sie sich 1978, weniger als ein Jahr, bevor Blondie mit Hanging on the Telephone einen Song von Jack Lee und The Nerves zu einem New-Wave-Klassiker und Charthit machte, auf. Hanging on the Telephone war ursprünglich der Lead-Track auf der einzigen EP von The Nerves von 1976. Das Lied wurde 1973 geschrieben. Die Musiker von Blondie hörten ihn im Studio und nahmen ihn auf – der Song erreichte Platz 5 der britischen Charts. Der Song handelt von der schwierigen Beziehung Lees zu seiner zukünftigen Schwiegermutter und seinen früheren Beziehungen zu den Müttern seiner ersten beiden Kinder. Das Lied wurde ursprünglich 1975 im Different-Fur-Studio in San Francisco mit lokalen Musikern aufgenommen. Das Stück wurde auch nach Blondie oft gecovert. Lee schrieb mit Will Anything Happen? auch einen weiteren Song, den Blondie coverten, wie Hanging on the Telephone ebenfalls auf dem Album Parallel Lines.
Darüber hinaus wurde You Are My Lover von Lee 1979 von Suzi Quatro auf ihrem Album Suzi...and Other Four Letter Words gecovert. Das Album wurde von Mike Chapman produziert, der im selben Jahr auch Blondies Parallel Lines produzierte. Schließlich coverte der britische Sänger Paul Young 1983 Come Back and Stay, das von einer früheren Beziehung Lees handelte.
Nach dem Erfolg von Blondies Parallel Lines stellte Lee 1981 ein Soloalbum mit dem Titel Jack Lee's Greatest Hits, Vol. 1 zusammen. Es enthielt die überarbeitete Aufnahmen von The-Nerves-Songs sowie neues Material. Ein weiteres selbstbetiteltes Album erschien 1985. 2001 legte das spanische Label Penniman Records die The-Nerves-EP als Deluxe-Zehn-Zoll-Platte zum 25. Jahrestag mit zusätzlichem Demo und neuem Live-Material von der Tour von 1977 neu auf. 2008 veröffentlichte Alive Naturalsound Records die Kompilation One Way Ticket von The Nerves, die auch einen Solo-Track von Jack Lee, It's Hot Outside enthält.
Lee starb im Alter von 71 Jahren infolge einer Darmkrebs-Erkrankung. Er hinterließ seine Ehefrau, mehrere Kinder und Enkelkinder.